# Бодрухіна Катерина Іванівна
Катерина Іванівна Бодрухіна (нар. 10 серпня 1931, село Войтове, тепер Станично-Луганського району Луганської області — ?) — українська радянська діячка, новатор виробництва, прядильниця Луганського тонкосуконного комбінату Луганської області. Депутат Верховної Ради УРСР 6-го скликання.

## Біографія
Народилася в селянській родині.
З 1947 року — прядильниця Ворошиловградського (Луганського) тонкосуконного комбінату Луганської області. Раціоналізатор, новатор виробництва.
Потім — на пенсії в місті Луганську Луганської області.

## Нагороди
- ордени
- медалі